# لیک هاواسو سیتی (آریزونا)
لیک هاواسو سیتی (به انگلیسی: Lake Havasu City) شهری در شهرستان موهاوی ایالت آریزونا است که در سرشماری سال ۲۰۱۰ میلادی، ۵۲٬۵۲۷ نفر جمعیت داشته است. لیک هاواسا سیتی، به‌طور رسمی در تاریخ ۱۹۷۸ میلادی به‌عنوان یک شهر شناخته شد.